# Feuille fribourgeoise
Feuille fribourgeoise est un hebdomadaire fribourgeois d'annonces et d'informations édité depuis 1891 à Romont, en Suisse.

## Histoire
F. Ayer-Demierre fonde et imprime La Feuille fribourgeoise d'annonces à Romont depuis 1891. Pour des raisons de santé, il cherche à remettre l'imprimerie et son titre en 1899 avant de mourir en 1901, âgé de 41 ans,. Son épouse semble avoir repris l'activité jusqu'à son décès en 1934.
On parle encore de la publication en tant qu'hebdomadaire lié au district de la Glâne en 1953. À la suite du décès de Maurice Ayer fin 1955, les Hoirs de Vve F. Ayer-Demierre, dont fait partie le titre, deviennent propriété de sa veuve Yvonne Ayer et de ses deux fils alors mineurs Yves et Jacques. En 2018, Yves et Jacques sont encore officiellement associés de l'entreprise.